# وزارة الشؤون الدستورية (الصومال)
وزارة الشؤون الدستورية (بالصومالية: Wasaaradda Arrimaha Dastuurka)‏ هي الوزارة المسؤولة عن الدستور في الصومال. الوزير الحالي للشؤون الدستورية هو وزير العدل حسن معلم حيث دمجت الحكومة الفيدرالية الوزارتين لتصبح وزارة العدل والشؤون الدستورية

## روابط خارجية
- الموقع الرسمي